# 567

## Decese
- Charibert I, 46 ani, rege al Parisului din dinastia merovingiană (n. 520)